# Серланнський музей мистецтв
Серланнський музей мистецтв (норв. Sørlandets Kunstmuseum) — художній музей, розташований у місті Крістіансанні, у фюльке Вест-Агдер у Серланні, в Норвегії. Найбільше регіональне зібрання норвезького мистецтва XVIII—XX століть.

## Історія

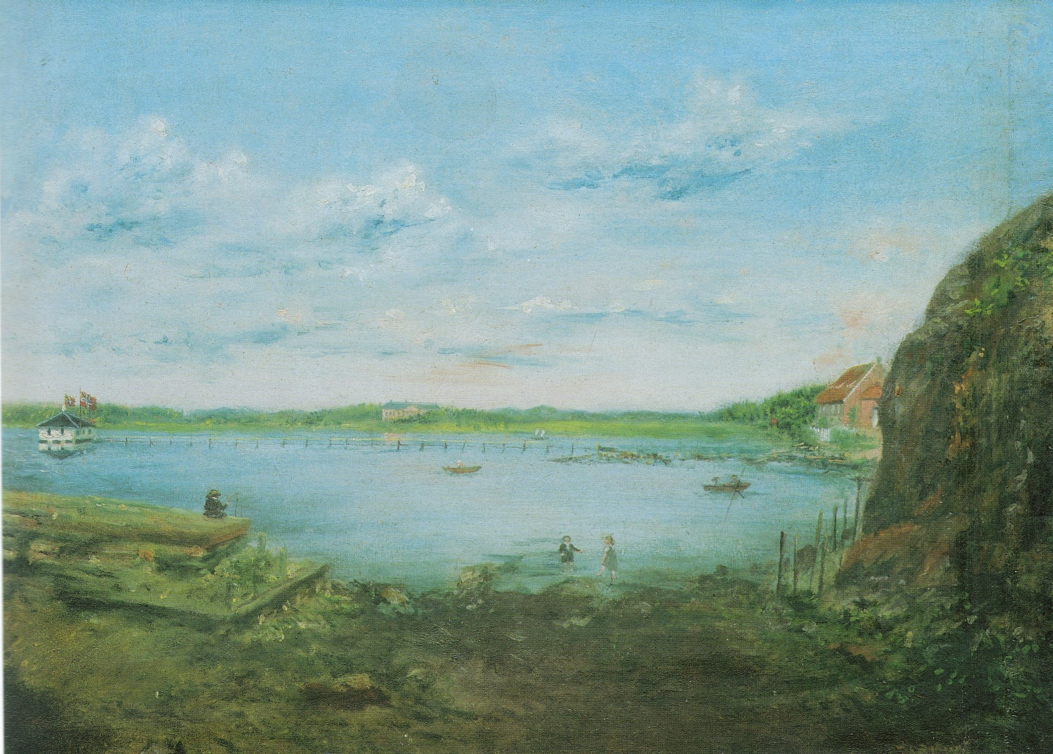
Картина

Музей засновано 1995 року як фонд, підтримуваний адміністраціями фюльке Еуст-Агдер і Вест-Агдер, а також комуною Крістіансанна.
Від 2000 року музей розташований у приміщенні, побудованому 1877 року для Кристіансаннської соборної школи (використовувалося школою до 1970 року).
Постійна експозиція включає роботи норвезьких художників XVIII—XX століть, серед яких майстри реалістичної школи Кристіан Крог і Мортен Мюллер, живописець і графік Юган Даль, Амалдус Нільсен, К'єль Нупен, а також сучасні художники — Ельзе Якобсен, яка використала тканинні полотна для створення художніх образів.
2004 року оголошено міжнародний конкурс на створення архітектурного проєкту нової будівлі музею на набережній, поряд з Кілденським театром і концертною залою.
Від 2015 року музей співпрацює з арт-колекціонером Миколою Тангеном, власником значного зібрання норвезького і скандинавського мистецтва, починаючи від 1930-х років. Для зібрання Тангена, до 2021 року передбачається відкрити окреме експозиційне приміщення.
Музей є також значним освітнім центром, у якому проходять художні семінари, демонструються фільми про історію світової культури, проводяться змінні виставки, працівники Серланна організовують виїзні виставки в дитячих садках і школах. Крім того, керівництво музею, зацікавлене в культурній освіті молоді, у вихідні або в дні шкільних канікул проводить навчальні заходи, на які можна прийти всією сім'єю.